# Deldeneresch

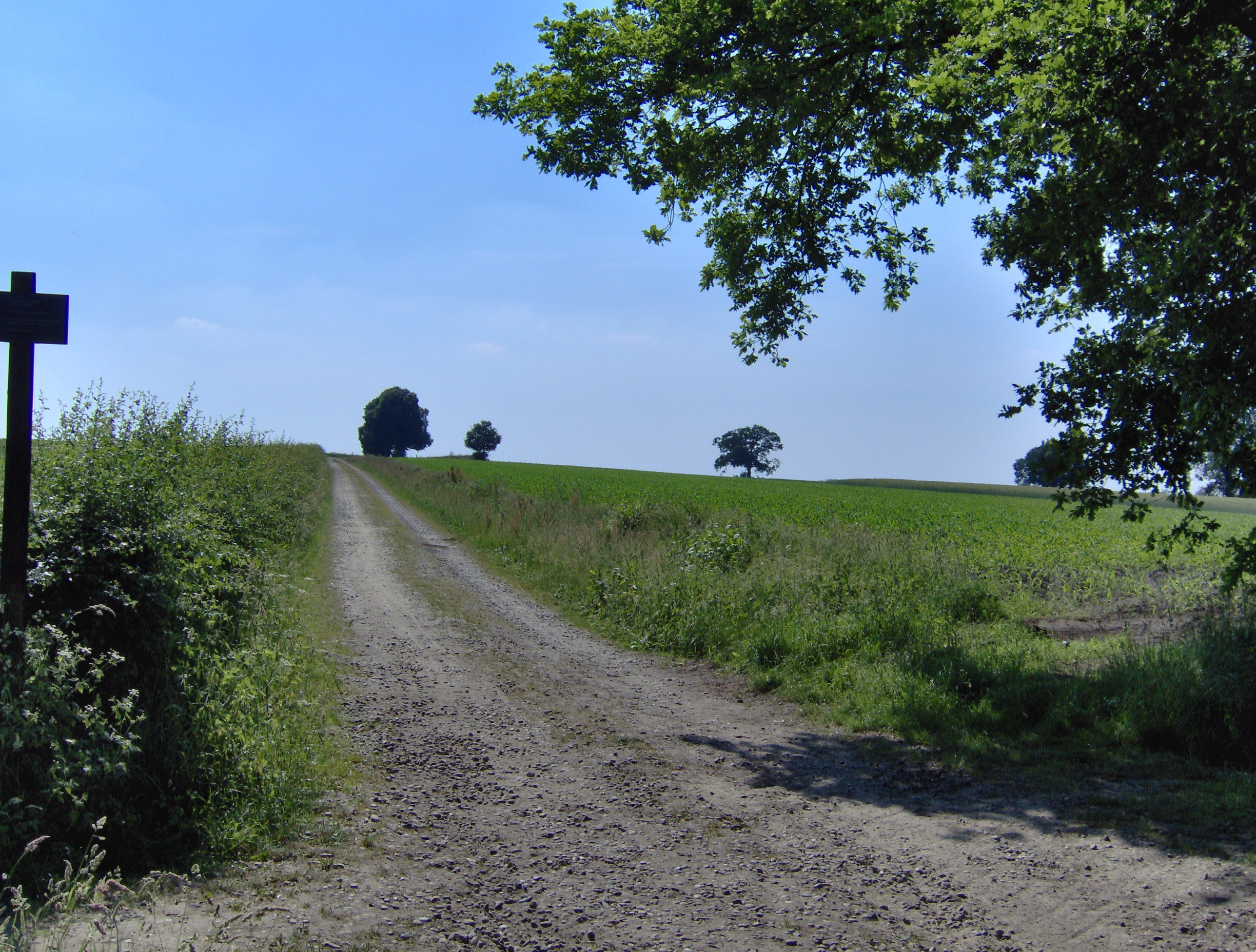
De es waarnaar de buurtschap Deldeneresch is vernoemd

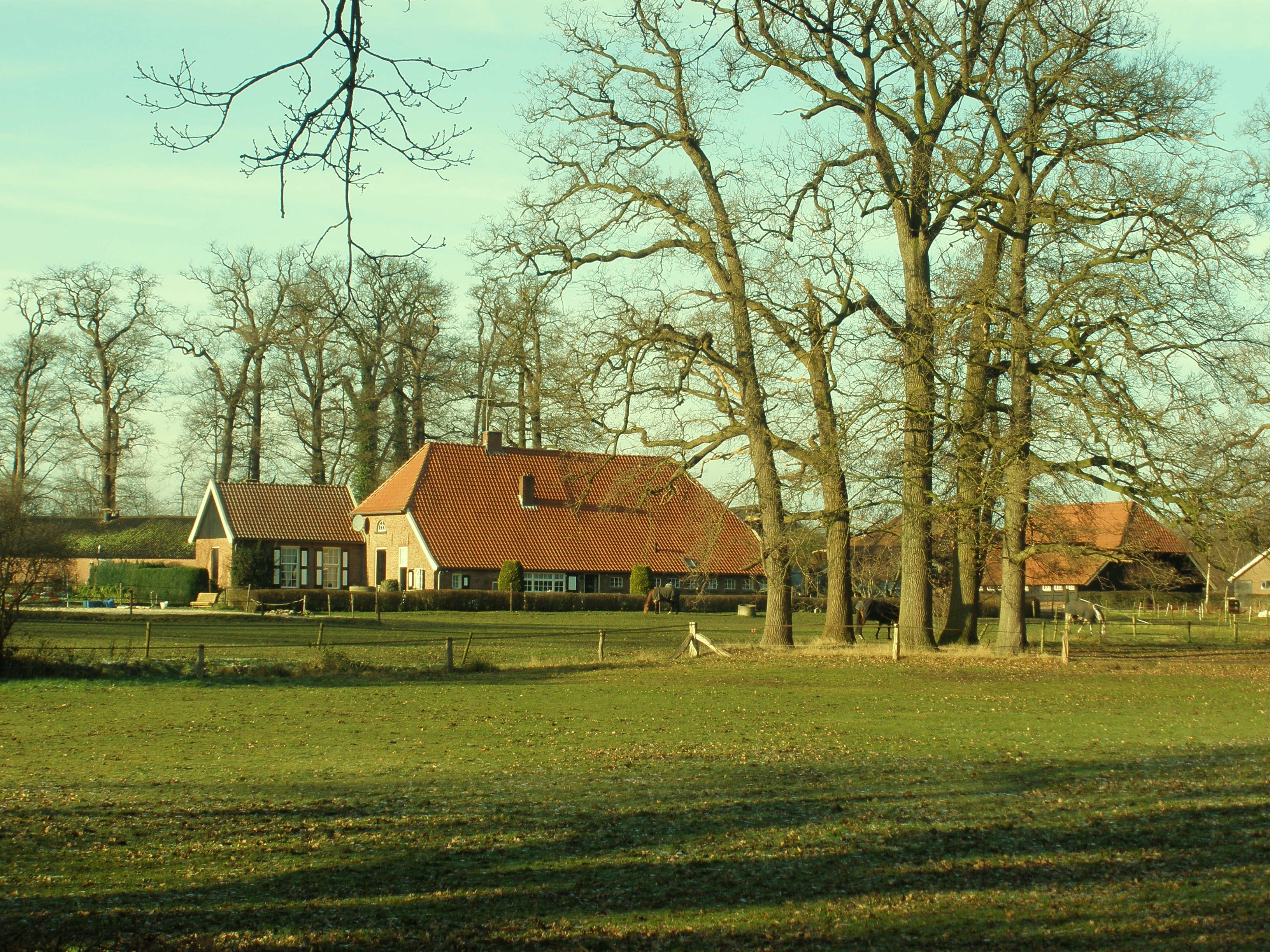
De boerderij Ottenhof waar vroeger de markevergaderingen plaatsvonden

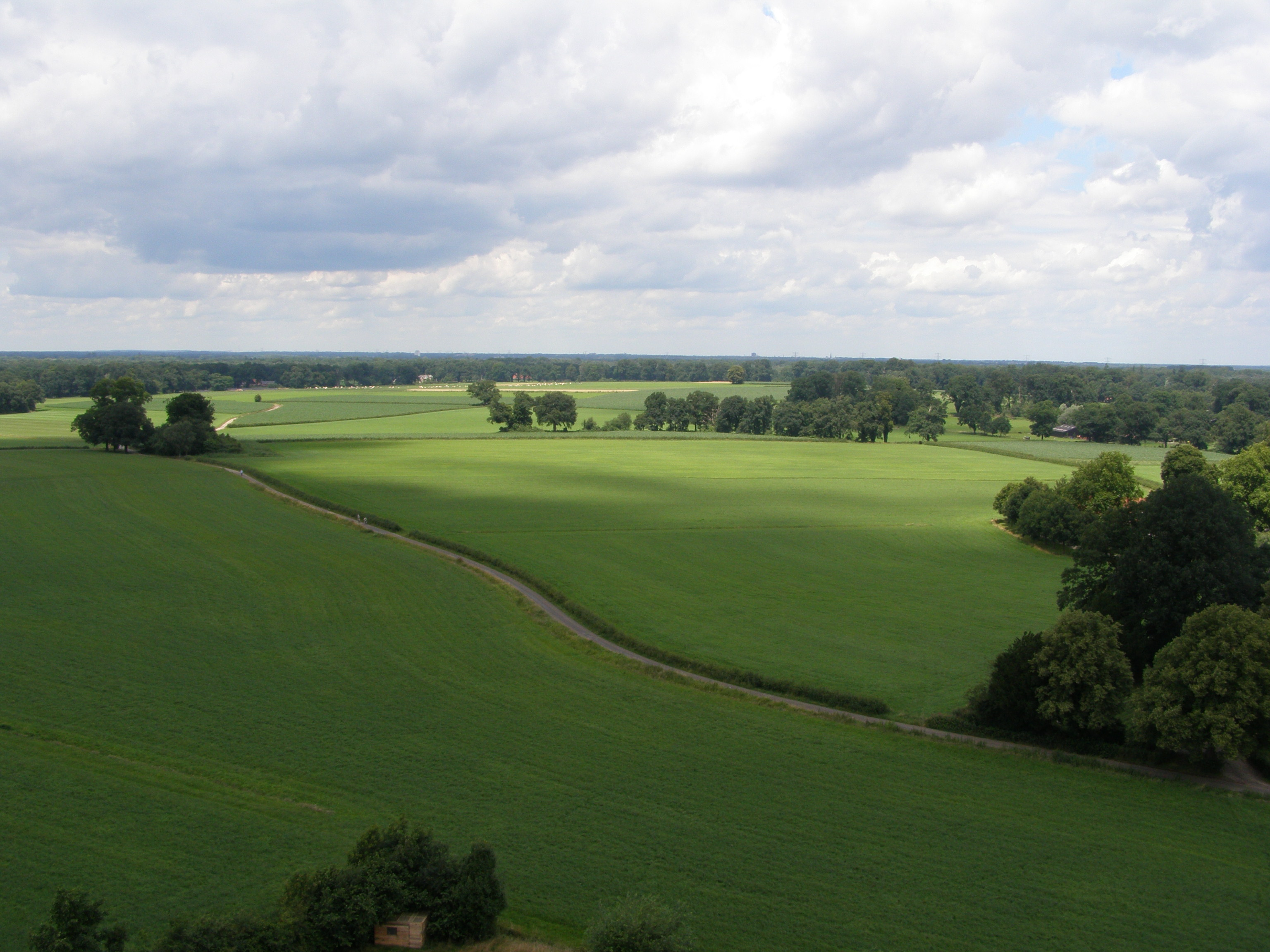
Zicht op de Deldeneres

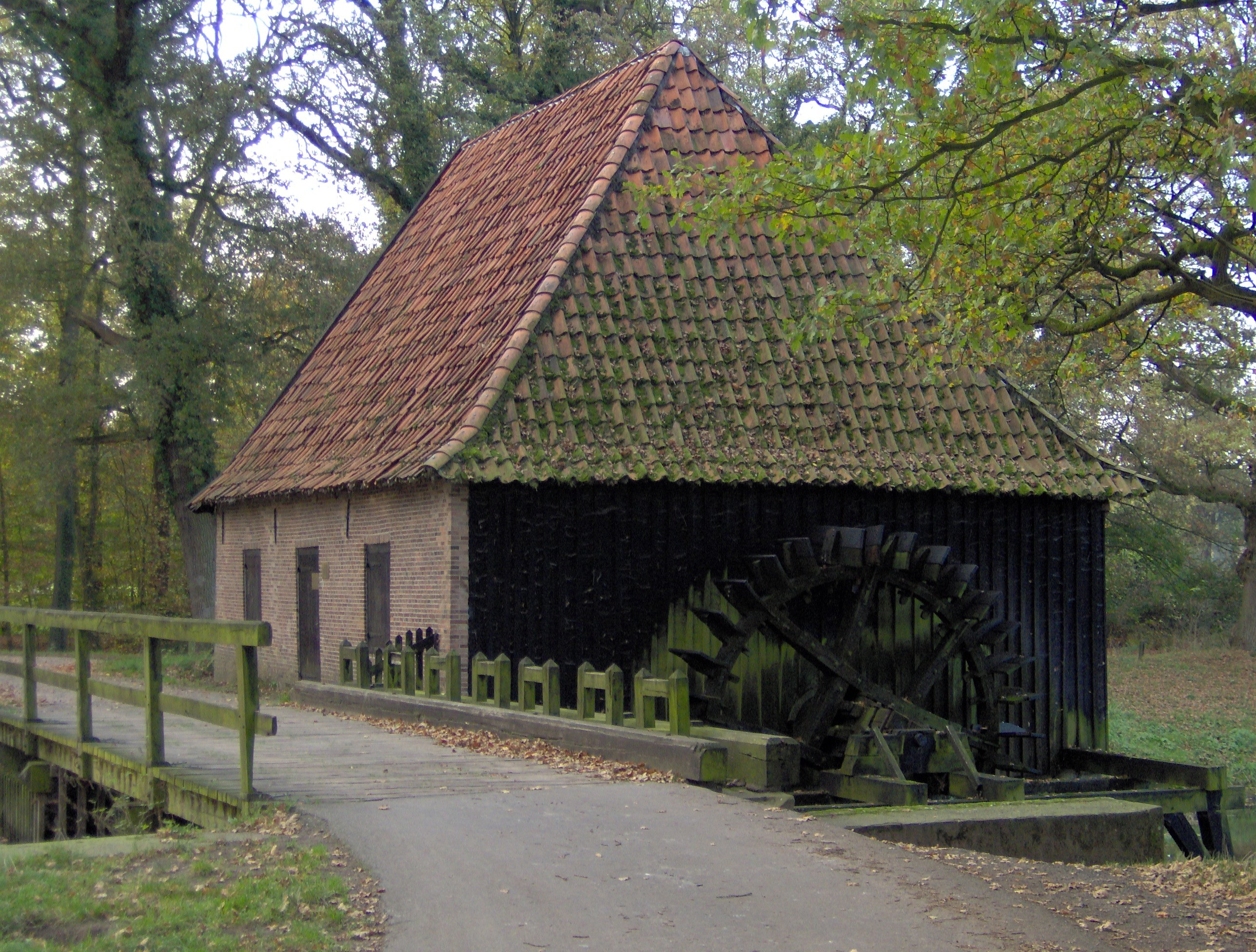
De Noordmolen in de buurtschap Deldeneresch

Deldeneresch (Nedersaksisch: Dealdner Es) is een buurtschap in de gemeente Hof van Twente in de Nederlandse provincie Overijssel. Het ligt dicht naast Delden.

## Geologie, reliëf en bodem
Deldeneresch ligt op het noordelijk deel van de stuwwal van Delden, die zich uitstrekt vanaf het landgoed Twickel en Deldeneresch tot het gebied ten zuiden van het Twentekanaal. Deze 
heuvelrug bestaat uit Tertiaire afzettingen, die door het landijs in de voorlaatste ijstijd, het Saalien, als grote schubben dakpansgewijs op elkaar zijn gestapeld. In de laatste ijstijd, het Weichselien, was er vrijwel geen vegetatie, wat aanleiding gaf tot verstuiving op grote schaal (winderosie). Als gevolg hiervan lagen de eolische afzettingen als een deken van dekzand over de ondergrond. Door verdere verstuiving ontstond een dekzandreliëf met dekzandruggen. Het dekzandreliëf is hier nog redelijk gaaf en representatief.
De Tertiaire zanden en kleien worden hier op enkele meters onder het maaiveld aangetroffen. De bodem in dit gebied bestaat uit hoge zwarte enkeerdgronden op de hoge delen, kalkloze zandgronden (beekeerdgronden) en podzolen met keileem in de ondergrond.

## Geschiedenis
Voor 1811 hoorde Deldeneresch tot het richterambt Delden. Tot 1818 was het vervolgens onderdeel van de gemeente Delden en daarna van de gemeente Ambt Delden tot de gemeentelijke herindeling van 1 januari 2001. Sindsdien maakt Deldeneresch deel uit van de gemeente Hof van Twente.
Het gebied van de buurschap Deldeneresch viel onder marke Grote Boerenmarke van Delden, net als de buurschappen Deldenerbroek en half Oele. Het erfelijke markenrichterschap van de marke was verbonden aan een erf op Deldeneresch, de boerderij Ottenhof. Naast Ottenhof lag vroeger de bisschoppelijke domeinhof, de Hof Delden.
Sinds Herman van Twickelo in 1347 het Eysinc aankocht ontwikkelde dit erf zich tot de havezate Twickel. De eigenaren van Twickel wisten sinds de zeventiende eeuw bijna alle boerderijen in Deldeneresch aan te kopen. Het overgrote deel van Deldeneresch is thans nog steeds in bezit van de Stichting Twickel.
Het dorp Delden ontstond in de buurschap Deldeneresch in de nabijheid van de kerk en werd daar door stadsrechtverlening vóór 1322 van afgescheiden.
In de twintigste eeuw werden verscheidene malen delen van Deldeneresch bij de gemeente Stad Delden gevoegd.
De plaats telt meer dan 80 rijksmonumentinschrijvingen.

## Noordmolen
In Deldeneresch staat de Noordmolen, een oliemolen die van oudsher behoort tot het landgoed Twickel. De molen dankt zijn naam aan zijn noordelijke ligging in de buurtschap. De molen, die wordt aangedreven door het water van de Oelerbeek, bestond al in 1347 en is bestemd voor het persen van olie uit koolzaad en lijnzaad. Tot 1825 stond op de andere oever van de Azelerbeek een korenmolen.

## Sport en recreatie
Deze plaats is gelegen aan de Europese wandelroute E11, ter plaatse ook wel Marskramerpad (LAW 3-1) of Handelsweg geheten. Ook het Overijssels Havezatenpad, LAW 12, loopt er langs. De twee wandelroutes komen bij de Noordmolen bij elkaar.

## Geboren in Deldeneresch
- Unico Wilhelm van Wassenaer (2 november 1692 - 9 november 1766), Nederlands componist en diplomaat